# Мартовце
Мартовце (слч. Martovce, мађ. Martos) насељено је мјесто са административним статусом сеоске општине (слч. obec) у округу Коморан, у Њитранском крају, Словачка Република.

## Становништво
| Година:    | 1994. | 2004.   | 2014.   | 2024.   |
| ---------- | ----- | ------- | ------- | ------- |
| Број људи: | 806   | 758     | 694     | 692     |
| Разлика:   |       | -5,95 % | -8,44 % | -0,28 % |

| Година:    | 2023. | 2024.   |
| ---------- | ----- | ------- |
| Број људи: | 693   | 692     |
| Разлика:   |       | -0,14 % |

Према подацима о броју становника из 2011. године насеље је имало 689 становника.